# 모란데 80번지

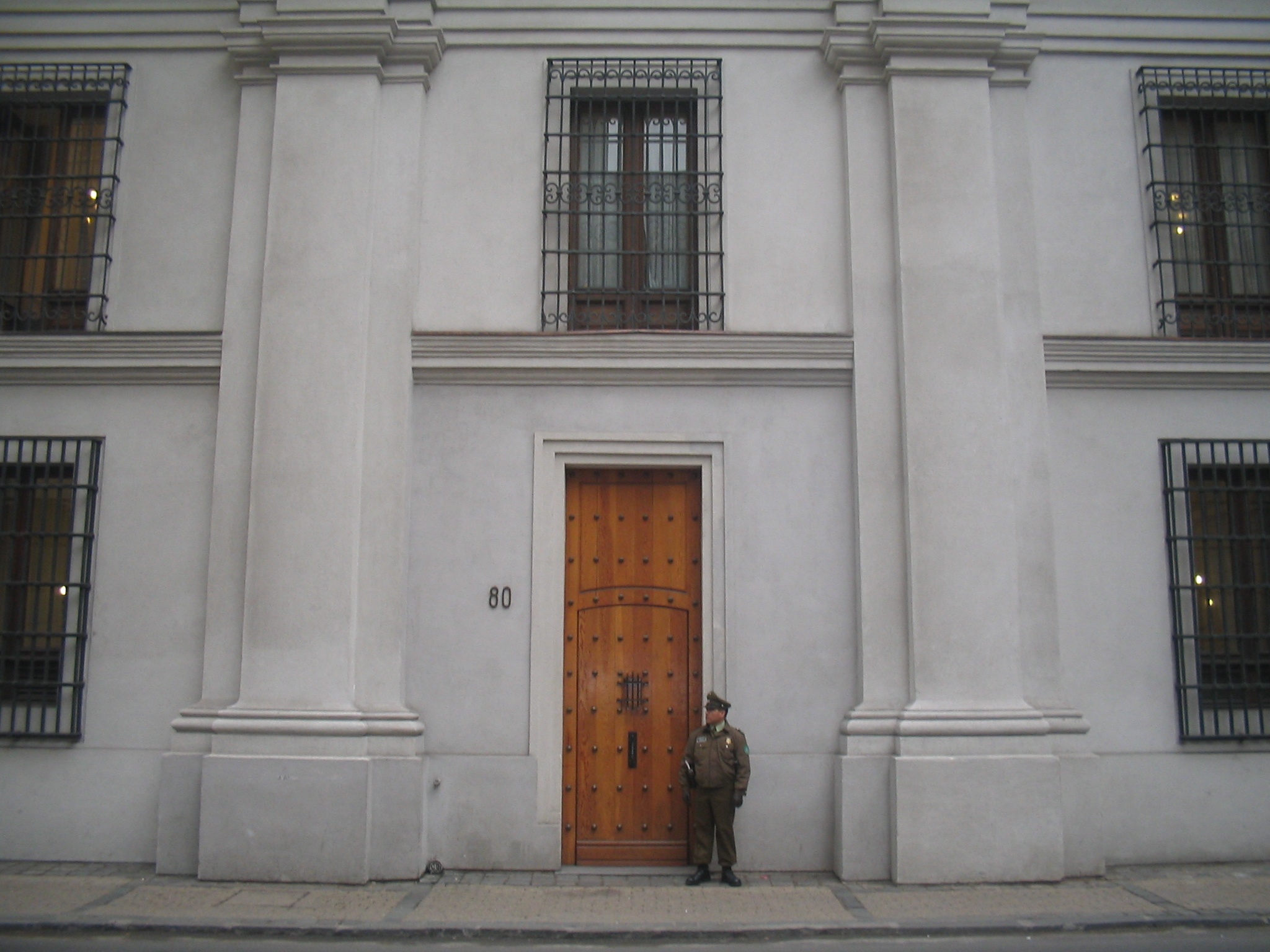
모란데 80번지

모란데 80번지(영어: Morandé 80)는 칠레 산티아고 모네다 궁의 출입문 중의 하나가 있던 자리로 1973년 칠레 쿠데타 당시 살바도르 아옌데의 시신이 나온 문이다. 칠레 민주주의 복원까지 아옌데에 대한 상징으로써 사용되곤 하였다.

## 개요
이 문은 1906년 칠레 대통령 페드로 몽트가 만든 것이다. 그가 모네다 궁으로 그의 처와 함께 거주를 옮기기 이전, 궁 내의 방들을 수리하도록 시킨 후, 이 문도 만들게 했다. 이 문은 칠레의 대통령 궁인 모네다 궁 동편에 있었는데, 공식 출입 절차를 거치지 않고, 비공식적으로 일반 시민처럼 들어나들 수 있게 하려는 용도로 만들어졌다. 대통령 궁 경비병들의 절차적 의례를 거치지 않고서 드나들 수 있도록 하려는 의도였다.
1958년까지 칠레 대통령들은 이 문을 대통령 숙소로 가는 길에 이용하였다.
1973년 쿠데타 당시 대통령 살바도르 아옌데의 시신이 이 출입문으로 나왔다.
파괴되었던 대통령 궁 재건 후, 이 문은 폐쇄되었다. 후에 칠레 독재 정치 종료 후, 리카르도 대통령이 이 출입문을 다시 재건하였다. 현재는 특수한 목적으로만 사용된다.

## 새 문
군사 정권 이전에 있던 문을 본 따, 새 문이 만들어졌다. 무게는 약 300 kg이다. 모네다 궁의 건축 양식을 따라서, 디자인되었다. 동과 철이 재료로 이용되었다.